# Myotis handleyi
Myotis handleyi (Moratelli, Gardner, de Oliveira & Wilson, 2013) è un pipistrello della famiglia dei Vespertilionidi endemico del Venezuela.

## Descrizione

### Dimensioni
Pipistrello di piccole dimensioni, con la lunghezza dell'avambraccio tra 33,7 e 37,3 mm, la lunghezza delle orecchie tra 12 e 15 mm e un peso fino a 6 g.

### Aspetto
La pelliccia è lunga e setosa. Le parti dorsali sono bruno-grigiastre con la base dei peli nera e la punta giallastra, mentre le parti ventrali sono giallo-brunastre chiare con la base dei peli nerastra. Le ali sono attaccate posteriormente alla base delle dita dei piedi, I piedi sono piccoli. La coda è lunga ed inclusa completamente nell'ampio uropatagio, il quale margine libero non è frangiato.

## Biologia

### Comportamento
Si rifugia nelle crepe dei muri di edifici.

### Alimentazione
Si nutre di insetti.

### Riproduzione
Femmine gravide, che allattavano e che avevano da poco partorito sono state catturate nel mese di maggio.

## Distribuzione e habitat
Questa specie è conosciuta soltanto in due catene montane del nord del Venezuela.
Vive nelle foreste umide tra 1.050 e 2.150 metri di altitudine.

## Conservazione
Questa specie, essendo stata scoperta solo recentemente, non è stata sottoposta ancora a nessun criterio di conservazione.